# Meerssen (gmina)
Meerssen – gmina w Limburgii w Holandii. Leży na prawym brzegu Mozy, na północ od Maastricht, siedzibą gminy jest Meerssen. Według spisu ludności z 2013 roku gminę zamieszkuje 19 340 osób. Powierzchnia gminy wynosi 27,64 km², a gęstość zaludnienia 713 os./km². 

## Miejscowości
Wsie:
| Nazwa niderlandzka | Nazwa limburska  | Liczba mieszkańców |
| Meerssen           | Meersje          | 5840               |
| Bunde              | Bung             | 5790               |
| Ulestraten         | Ulesjtraote      | 2940               |
| Geulle             | Gäöl             | 2340               |
| Rothem             | Raotem           | 1690               |
| Moorveld           | Mwórveld         | 510                |
| Kasen              | Kaze             | 300                |
| Geulle a/d Maas    | Gäöl-aan-de-Maas | 220                |
| (Źródło: CBS)      |                  |                    |

Przysiółki:
Broekhoven, Brommelen, Genzon, Humcoven, Hussenberg, Kasen, Oostbroek, Raar, Schietecoven, Snijdersberg, Stommeveld, Vliek, Voulwames, Waterval, Weert, Westbroek